# Zakaz śmierci

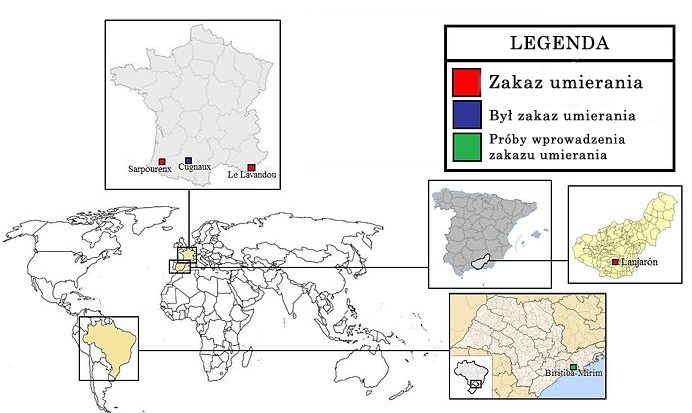
Zakaz śmierci na świecie

Nieoficjalny znak zakazu umierania

Zakaz śmierci, zakaz umierania – polityczno-społeczny fenomen i tabu polegające na uchwaleniu prawa stanowiącego, iż nielegalne jest umieranie w danym mieście lub budynku, a więc osoba, która umrze w tymże miejscu, łamie lokalne prawo.
W dzisiejszych czasach w większości przypadków fenomen ten występuje jako rezultat satyrycznego protestu wobec postawy rządów, które nie zgadzają się na powiększanie powierzchni miejskich cmentarzy, gdzie brakuje miejsca na kolejne pochówki. W Hiszpanii zakaz śmierci obowiązuje w jednym mieście (Lanjarón), we Francji w kilku wioskach, a w Brazylii w 2005 roku planowane było wprowadzenie tego zakazu w jednym z miast.
W Wielkiej Brytanii zabronione jest umieranie w Pałacu Westminsterskim (miejscu obrad Parlamentu) oraz w królewskich pałacach, przez co zgon musi być zarejestrowany poza tymi miejscami. Jako miejsce większości zgonów, które miały miejsce w wymienionych budynkach, podaje się Szpital św. Tomasza – najbliżej położoną lecznicę.
W Japonii wyspę Itsukushima według wierzeń shintō traktuje się jako miejsce święte, które należy utrzymywać w „czystości”, również w „czystości od śmierci”. Z tego powodu zakazany jest zgon, a także akt narodzin na wyspie. Kobiety w późnej ciąży i osoby ciężko chore są zmuszane do opuszczenia wyspy.